# En vampyrs bekendelser (film)
 Denne artikel omhandler filmen En vampyrs bekendelser. Opslagsordet har også en anden betydning, se En vampyrs bekendelser (bog).
En vampyrs bekendelser er en dramafilm fra 1994 instrueret af Neil Jordan og baseret på Anne Rices roman fra 1976 af samme navn. Filmen fokuserer på Lestat (Tom Cruise) og Louis (Brad Pitt), begyndende med Louis' forvandling til vampyr forårsaget af Lestat i 1791. Filmen skildrer deres tid sammen, og at de to gør den tolvårige pige, Claudia, til vampyr. Fortællingen foregår under et interview, hvor Louis fortæller sin historie til en journalist i San Francisco. I birollerne ses skuespillerne Christian Slater, Kirsten Dunst og Antonio Banderas.
Filmen gik i biograferne i USA november 1994, og blev generelt positivt modtaget. Den modtog en Oscar-nominering for bedste scenografi og bedste musik. Kirsten Dunst blev også nomineret til en Golden Globe for bedste kvindelige birolle for sin rolle som Claudia i filmen.

## Handling
Handlingen strækker sig over en periode på omkring 180-200 år, og en stor del af filmen udspiller sig i New Orleans.

## Medvirkende
| Skuespiller        | Rolle                         |
| ------------------ | ----------------------------- |
| Tom Cruise         | Lestat de Lioncourt           |
| Brad Pitt          | Louis de Pointe du Lac        |
| Kirsten Dunst      | Claudia                       |
| Stephen Rea        | Santiago                      |
| Antonio Banderas   | Armand                        |
| Christian Slater   | Daniel Molloy                 |
| Virginia McCollam  | Prostitueret ved havnen       |
| John McConnell     | Gambler                       |
| Mike Seelig        | Alfons                        |
| Bellina Logan      | Pige i kroen                  |
| Thandie Newton     | Kreolslaven Yvette            |
| Indra Ové          | Prostitueret i New Orleans    |
| Helen McCrory      | Prostitueret                  |
| Lyla Hay Owen      | Enke i St. Clair              |
| Lee E. Scharfstein | Enkens elsker (som Lee Emery) |
| Domiziana Giordano | Madeleine                     |

## Modtagelse
At Tom Cruise skulle spille Lestat, blev i starten meget kritiseret af Anne Rice. Hun sagde om Cruise: "(han er) ikke mere min vampyr Lestat, end Edward G. Robinson er Rhett Butler" og at castingen var "så bizar, at det næsten er umuligt at forestille sig hvordan det kommer til at fungere". Men ikke desto mindre var hun tilfreds med Cruises optræden efter at have set den færdige film. Hun sagde: "fra det øjeblik han kom til syne, var Tom Lestat for mig"  og "At Tom fik Lestat til at fungere var noget jeg ikke havde set i en spåkugle". Anne Rice betalte 7.740 $ for to sider i Daily Variety, hvor hun roste hans optræden og undskyldte for sine tidligere fordomme. At Tom Cruise fik rollen er stadig omstridt iblandt fans.
Filmen var en kæmpesucces og betød fornyet interesse for bogen, der igen kom på bestsellerlisterne.[kilde mangler]
Efterfølgeren til En vampyrs bekendelser er Queen of the Damned (2002) med Aaliyah.

## Trivia
- River Phoenix havde oprindeligt rollen som interviewer før han døde. Christian Slater overtog i stedet rolle og donerede hele sin løn til Rivers foretrukne velgørenhedsorganisationer.[8]
- Anne Rice havde oprindeligt den ide, at den britiske skuespiller Julian Sands skulle have spillet Lestat. Men da Sand ikke var et kendt navn, tilfaldt rollen i stedet Tom Cruise.[kilde mangler]
- I filmatiseringen af Spider-Man er der et tidspunkt, hvor Harry fortæller Mary Jane, at han læser En Vampyrs Bekendelser. Mary Jane siger, at hun har set filmen og pointerer, at det lille barn var ret uhyggeligt. I filmen En Vampyrs Bekendelser spiller Kirsten Dunst det lille barn, og i Spider-Man-filmene spiller hun Mary Jane Watson.

### Forskelle på bog og film
| Film | Bog |
| --- | --- |
| Louis er grådkvalt over sin kone og barns død. | Louis er deprimeret og beskylder sig selv for sin brors død.                                                                                                   |
| Lestat kommer aldrig til Paris, efter at Louis sætter ild til ham i New Orleans | Efter Claudia og Madeleine er tilintetgjort, træffer Louis Lestat i Théâtre des Vampires, hvor han har fortalt Armand, at Claudia har prøvet at slå ham ihjel. |
| Lestat bliver kraftigt svækket, da han drikker dødt blod (der har negativ effekt på vampyrer) fra et par tvillingebrødre, som Claudia har givet ham i gave. Claudia siger til ham, at hun har bedøvet dem med brændevin, men i virkeligheden har hun brugt laudanum. | Det er ikke dødt blod der svækker Lestat, men det, at Claudia har bedøvet brødrene med absint og laudanum, der svækker ham.                                    |
| I slutningen af filmen bliver intervieweren Daniel angrebet i sin bil af Lestat (underforstået at Lestat endelig vil gøre ham til vampyr). | Daniel forlader Louis for at finde Lestat i New Orleans. Han bliver gjort til vampyr af Armand                                                                 |
| Det antydes, at Clauida og Louis rejser til forskellige lande uden at finde andre vampyrer. | Louis og Claudia finder en race af hjernedøde vampyrer i Transylvanien.                                                                                        |